# Wormsley
Wormsley är en by i civil parish Brinsop and Wormsley, i grevskapet Herefordshire, i England. Byn är belägen 11 km från Hereford. Wormsley var en civil parish fram till 1987 när blev den en del av Brinsop & Wormsley. Civil parish hade 39 invånare år 1961. Byn nämndes i Domedagsboken (Domesday Book) år 1086, och kallades då Wermeslai/Wrmesleu.